# Нива ГЭС-3
Нива ГЭС-3 — гидроэлектростанция на реке Нива в Мурманской области. Входит в Каскад Нивских ГЭС, являясь его нижней ступенью каскада. Первая подземная ГЭС Советского Союза. Строительство ГЭС было начато в 1937 году, завершено в 1949 году. Принята в промышленную эксплуатацию 20 декабря 1949 года. Установленная мощность ГЭС составляет 154 МВт.. Нива ГЭС-3 входит в состав ПАО «ТГК-1».

## Природные условия
Нива ГЭС-3 расположена на реке Нива, в 5 км от Кандалакшской губы Белого моря, ниже пущенных Нива ГЭС-1 (1954 г.) и Нива ГЭС-2 (1934—1938 гг). ГЭС построена по плотинно-деривационному типу, полностью отбирает сток нижнего течения реки Нива.

## Описание сооружения
Нива ГЭС-3 представляет собой деривационную ГЭС. Установленная мощность ГЭС — 154 МВт, среднегодовая выработка — 911,6 млн кВтч.
Состав сооружений ГЭС:
- деривационная подземная гидроэлектростанция длиной 76,3 м;
- водосбросная плотина длиной 33 м;
- земляная насыпная плотина длиной 263,5 м и наибольшей высотой 19,0 м ;
- деривационный подводящий туннель длиной 2,78 км;
- канал длиной 1,21 км с боковым водосливом;
- отводящий безнапорный туннель длиной 2,72 км;
- Открытое распределительное устройство (ОРУ) 110 кВ
- водоприёмник;

### Технические характеристики ГЭС
- Количество гидроагрегатов — 4;
- Установленная мощность — 154 МВт;
- Среднегодовая выработка — 911,56 млн кВт·ч;
- Расчетный максимальный сбросной расход через сооружения (0,1 %) — 990 м3/с;

Электротехническое оборудование:
- Турбины Тип РО 82-ВМ-295 мощностью 38,5 МВт (расход 62 м3/с);
- Генераторы Тип СВ 655/110-32 мощностью 38,5 МВт и напряжением 10,5 кВ;
- Трансформаторы Тип ТДГ мощностью 45 МВА.

Среднегодовая выработка — 911 млн кВт·ч. В здании ГЭС установлено 4 радиально-осевых гидроагрегата, работающих при расчётном напоре 74 м: 3 мощностью по 38,5 МВт, 1 мощностью 40 МВт. Оборудование ГЭС проходит модернизацию и замену.
ГЭС спроектирована институтом «Ленгидропроект».

### Схема выдачи мощности
Выдача электроэнергии в энергосистему производится с открытого распределительного устройства (ОРУ) напряжением 110 кВ. На ОРУ размещено три трансформатор типа ТДГ мощностью 45 МВА. От ГЭС отходят линии электропередачи 8х110 кВ.

### Водохранилище
Напорные сооружения ГЭС (длина напорного фронта 270 м) образуют водохранилище следующими характеристиками:
- Длина — 7 км;
- Ширина — до 0,3 км;
- Глубина — до 8 м;
- Длина напорного фронта — 270 м;
- Максимальный статический напор — 79 м;
- Площадь водосбора — 12 832 м2;
- Среднемноголетний сток — 4,945 км3;
- Площадь водохранилища при НПУ 78,5 м — 1,62 км2;
- Полная емкость водохранилища — 7,8 млн м3;
- Полезная емкость водохранилища- 2,5 млн м3.

## История строительства и эксплуатации
ГЭС Нива-3 являлась первой ГЭС в СССР, имеющей подземное здание ГЭС, и в этом она уникальна. С началом Великой Отечественной войны строительство ГЭС было заморожено и возобновлено в 1945 году. Первоначально мощность ГЭС составляла 154 МВт (4 × 38,5 МВт). В последующие годы ГЭС несколько раз модернизировалась, в частности, в 2003 году часть гидроагрегатов прошла комплексную реконструкцию, увеличившую их срок службы и решившую давнюю проблему ГЭС — сверхнормативную вибрацию. Также несколько увеличилась мощность ГЭС. В 2007 году было заменено рабочее колесо и ряд других агрегатов на последнем из гидроагрегатов, таким образом, первый этап модернизации электростанции был закончен. В 2007—2011 годах продолжена модернизация с заменой обмоток статоров на гидрогенераторах.
На ГЭС действует музей. В помещении собраны экспонаты, архивные фото, экспозиции, артефакты, документы и журналы, связанные со строительством и эксплуатацией шести гидроэлектростанций вплоть до 60-х годов прошлого века. Фонды музея пополняются постоянно (жители Кандалакши приносят фотографии и из домашнего архива). Помимо материалов, посвященных деятельности ГЭС, есть фото зданий, учреждений и ландшафты микрорайона Нивы-3 середины XX века, которые были возведены и облагорожены «Нива ГЭС-строем». Музей пользовался и пользуется большой популярностью. Ведь в нём можно познакомиться не только с историей и особенностями ГЭС, по его материалам можно судить о целых политических, экономических и инженерных вехах в жизни народа.